# Justin Townes Earle
Justin Townes Earle (Nashville, 4 de enero de 1982 - 23 de agosto de 2020) fue un cantautor estadounidense. Era hijo del artista de americana Steve Earle y fue nombrado así por el cantante tejano amigo de su padre Townes Van Zandt.

## Infancia
Earle creció en el sur de Nashville, Tennessee, con su madre, Carol Ann Hunter Earle. Su padre, Steve Earle, le dio su nombre medio en honor de su propio mentor, Townes van Zandt. A la edad de dos años su padre marcha y se queda con su madre.

## Carrera
Después de una adolescencia problemática Earle comenzó tocando en dos bandas de Nashville: the Distributors, una banda de rock y en un bluegrass combo the Swindlers. Earle estuvo también algún tiempo como guitarrista y teclista para su padre haciendo giras con su banda the Dukes.
Desarrolló un estilo híbrido de la música que mezcla folk, blues y country. En 2007 publica un EP de seis canciones llamado Yuma. Entonces firma un contrato con el sello de Chicago Bloodshot Records y publica un álbum llamado The Good Life en 2008.
En 2009 Earle coprotagonizó The Big Surprise Tour con Gillian Welch y David Rawlings, Old Crow Medicine Show y The Felice Brothers y publicó el álbum Midnight at the Movies.En septiembre de 2009, Earle recibió un Americana Music Award para New and Emerging Artist of the Year.
En 2010 publica el álbum Harlem River Blues, seguido por el álbum Nothing's Gonna Change the Way You Feel About Me Now en 2012. También ha aparecido en un episodio de la serie televisiva Treme con su padre.
En 2011 Earle recibió el Americana Music Award en la categoría Canción del Año para "Harlem Ríver Blues". Ese año también contribuye con una versión de Maybe Baby en el álbum de tributo Rave on Buddy Holly y actúa en el Festival de Folk de Newport y el Hardly Strictly Bluegrass Festival.
Nothing's Gonna Change the Way You Feel About Me Now llegó al número 37 de la lista de Rolling Stone de álbumes de 2012, con la anotación que sigue: "El hijo del country-rock renegade Steve Earle ha crecido y es un compositor rival de su padre."
Earle produjo el álbum de Wanda Jackson Unfinished Business en 2012.
Earle tocó en el Grand Ole Opry en 2008, en South By Southwest (2008–2010, 2012), en el Teatro Beacon (mayo de 2009),en Bristol Rhythm and Roots Reunion (septiembre de 2009), Bonnaroo (2009) Bumbershoot (2010), el East Coast Blues & Roots Music Festival (Byron Bahía, Australia), 2012, el Bowery Ballroom (marzo de 2010) y el Nelsonville Festival de Música (2008 y 2011).

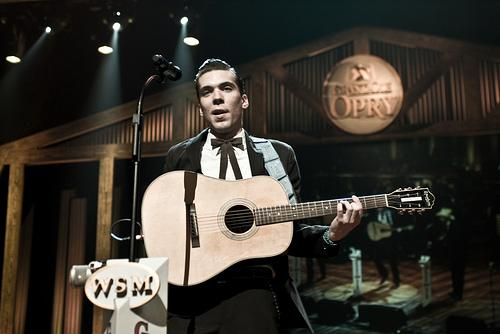
Justin Townes Earle cantando y tocando la guitarra

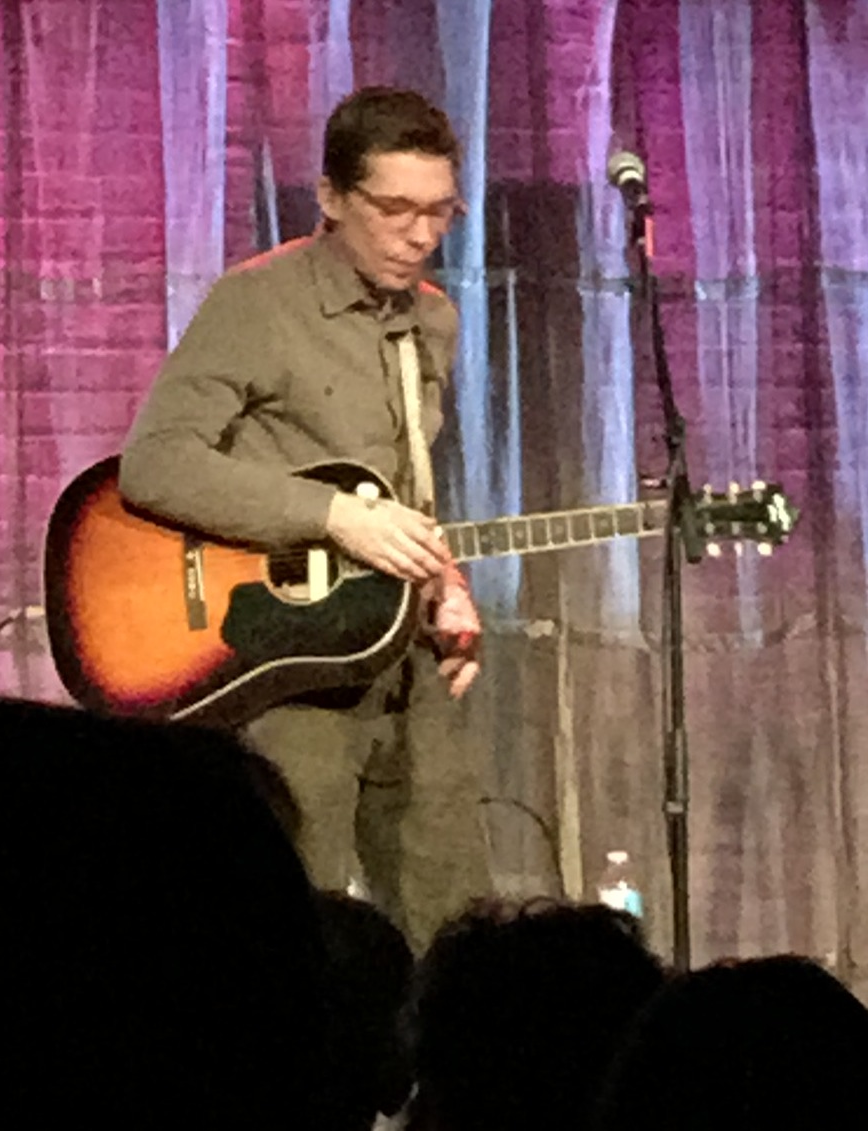
Justin Townes Earle actuando en el Evanston SPACE en 2014

Se trasladó a Nueva York en 2007 y luego a Nashville, Tennessee. Earle se casó en 2013.

## Vida personal
Earle comenzó a consumir drogas a los 12 años y continuó durante muchos años. Fue a clínicas de rehabilitación nueve veces seguidas de períodos de sobriedad. Recayó en septiembre de 2010 cuando estuvo involucrado en una pelea con el dueño de un club de Indianápolis. Volvió a recaer en 2016.
Earle se mudó a la ciudad de Nueva York en 2009 y luego regresó a Nashville durante varios años. Se casó en 2013 y él y su esposa vivían en la costa oeste. Su única hija, llamada Etta, nació en junio de 2017.
Earle murió el 23 de agosto de 2020, a la edad de 38 años. La causa de la muerte no se anunció de inmediato. El 1 de diciembre de 2020, la familia de Earle anunció que él falleció de una sobredosis accidental de cocaína mezclada con fentanilo.

## Discografía

### Álbumes
| Yuma                                                 | - Release date: 8 de febrero de 2007 - Label: Bloodshot Records - Formats: CD, 10" Vinyl EP, music download     | —  | —  | —  | —  | —  | — |  |  |
| 'The Good Life'                                      | - Release date: 25 de marzo de 2008 - Label: Bloodshot Records - Formats: CD, LP, music download                | —  | 70 | —  | —  | —  | — |  |  |
| Midnight at the Movies                               | - Release date: 3 de marzo de 2009 - Label: Bloodshot Records - Formats: CD, LP, music download                 | —  | —  | —  | 15 | 41 | — |  |  |
| Harlem River Blues                                   | - Release date: 13 de septiembre de 2010 - Label: Bloodshot Records - Formats: CD, LP, music download           | 47 | —  | 18 | —  | 9  | 3 |  |  |
| Nothing's Gonna Change the Way You Feel About Me Now | - Release date: 26 de marzo de 2012 - Label: Bloodshot Records - Formats: CD, LP, music download                | 62 | —  | 19 | —  | 11 | 4 |  |  |
| Single Mothers                                       | - Release date: 9 de septiembre de 2014 - Label: Vagrant Records, Loose Music - Formats: CD, LP, music download | 56 | —  | 19 | —  | 13 | 3 |  |  |
| Absent Fathers                                       | - Release date: 13 de enero de 2015 - Label: Vagrant Records, Loose Music - Formats: CD, LP, music download     | —  | —  | 16 | —  | 13 | 5 |  |  |
|                                                      | |    |    |    |    |    |   |  |  |